# ناتاشا یاراونکو
ناتاشا یاراونکو (به انگلیسی: Natasha Yarovenko) زاده ۲۳ ژوئیه ۱۹۷۹ یک بازیگر و مدل اوکراینی مقیم اسپانیا است. یاراونکو کار خود را در تلویزیون منطقه‌ای کاتالونیا شروع کرد و بعدها کار خود را در تلویزیون ملی ادامه داد.
یاراونکو جایزه گویا برای بهترین بازیگر نقش مکمل زن جدید را در فیلم اتاق در رم کسب کرده‌است.

## فیلم‌شناسی
- ۲۰۰۸- دفترچه خاطرات یک نیمفومانیاک در نقش می
- ۲۰۰۹-سیاه و سفید بوئنوس آیرس در نقش آلما

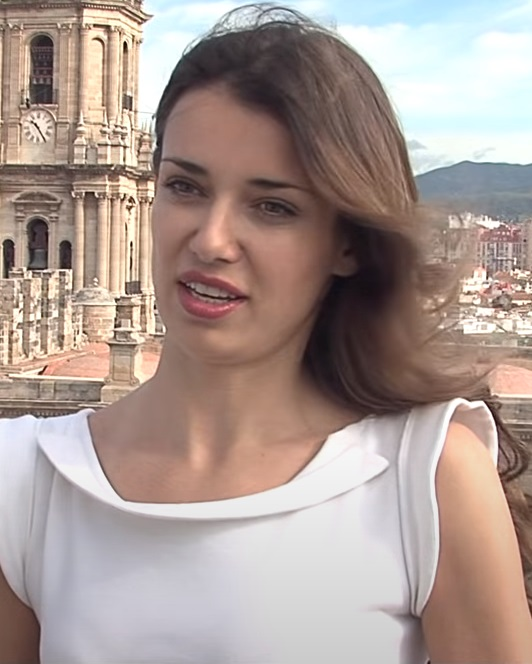

- ۲۰۱۰-اتاق در رم در نقش ناتاشا
- ۲۰۱۱-سفارش از جام در نقش سیگرید
- ۲۰۱۳-پس لرزه در نقش ایرینا